# Sophie Zaïkowska
Sophie Zaïkowska, née le 17 mai 1874 à Vilnius et morte le 27 février 1939  à Paris, est une féministe et anarchiste individualiste française d'origine polonaise.
Adepte des milieux libres, ardente partisane du végétarisme, elle diffuse ces principes dans le mouvement libertaire et fonde le premier foyer végétalien à Paris en 1923.

## Biographie
Zofia Zajkowska est la fille de Witold Zajkowski et Anna Czapska.
Elle fait des études de sciences physiques et naturelles à Genève. Elle arrive en France en 1898. En 1899, elle fait la connaissance en Isère de Georges Butaud pendant une réunion libertaire  et devient sa compagne et collaboratrice.
Elle fonde avec lui la communauté libertaire ou milieu libre de Vaux, à Essômes-sur-Marne (1903-1904), qui est la première communauté libertaire en France. Elle fonde ensuite le milieu libre de Bascon, près de Château-Thierry (fondé en 1911 et disparu en 1951) et celui de la Pie (Saint-Maur-des-Fossés).
Militante anarchiste de tendance individualiste, elle participe avant la Première Guerre mondiale à divers périodiques libertaires, comme L'Éducation libertaire, L'Autarcie et, surtout, La Vie anarchiste, dont elle est une des rédactrices de 1911 à 1914, puis qu'elle dirige en 1920. Elle collabore à partir de 1921 à la revue Le Néo-Naturien.
Elle devient végétalienne en 1914 et s'investit dans la transmission du végétalisme révolutionnaire à travers sa participation à plusieurs revues. Elle rédige également pour l’Encyclopédie anarchiste de Sébastien Faure l’article intitulé Végétalisme. Après la Première Guerre mondiale, elle fonde avec Georges Butaud un foyer végétalien au 40 rue Mathis à Paris, qui distribue des repas aux sans-abris à prix modique, et leur propose des lits et des cours d'espéranto. Un second foyer voit le jour à Nice en 1924. Avec son compagnon, elle anime la revue Le Végétarien, dont elle assure l'administration, à partir de 1926[réf. nécessaire].
Elle meurt à l'hôpital Lariboisière en février 1939.

## Œuvres
- avec Georges Butaud, Étude sur le travail, 1912
- La Vie et la mort de Georges Butaud, 1929 (lire en ligne)
- Victor Lorenc et sa contribution au naturisme, documents réunis par Sophie Zaïkowska, 1929

### Articles
- « Parlons peu », La Vie anarchiste, no 8, 20 mars 1912, texte intégral.
- « Premier mai », La Vie anarchiste, no 10, 1er mai 1912, texte intégral.
- « Le scepticisme », La Vie anarchiste, no 12, 15 juin 1912, texte intégral.

## Sources

### Articles en ligne
- Arnaud Baubérot, « Aux sources de l'écologisme anarchiste : Louis Rimbault et les communautés végétaliennes en France dans la première moitié du XXe siècle », Le Mouvement Social, no 246,‎ 2014 (lire en ligne)
- « Louis Rimbault et "Terre Libérée", 1923-1949 » (consulté le 19 mars 2014) sur Infokiosques.net
- « Milieux libres en France (1890-1914) » (consulté le 19 mars 2014) sur Infokiosques.net

### Notices
- Notices d'autorité :   - VIAF
  - ISNI
- Dictionnaire biographique, mouvement ouvrier, mouvement social, « Le Maitron » : notice biographique.
- Dictionnaire international des militants anarchistes : notice biographique.